# Paola Mori
Paola Mori, all'anagrafe contessina Paola Giuditta Mori di Gerfalco (Bengasi, 18 settembre 1928 – Las Vegas, 12 agosto 1986), è stata un'attrice italiana, attiva nel cinema e in televisione per un breve periodo fra gli anni cinquanta e i sessanta.

## Biografia
È stata la terza moglie dell'attore e regista Orson Welles, che sposò nel 1955 e dal quale ebbe una figlia, Beatrice (lo stesso nome della madre di Welles), nata il 13 novembre dello stesso anno. Si erano conosciuti l'anno precedente a un party sul set del film Il maestro di Don Giovanni (1954) e per Welles, che aveva divorziato nel 1948 da Rita Hayworth, fu amore a prima vista.
La coppia rimase sposata dal 1955 fino alla morte di lui, avvenuta nel 1985. La Mori morì l'anno seguente a 57 anni di età, in seguito a un incidente stradale occorsole in Nevada. I due non divorziarono mai, pur vivendo di fatto da tempo separati, poiché nel 1962 Welles aveva intrapreso una relazione con l'artista croata Oja Kodar, conosciuta durante la lavorazione del film Il processo (1962).

## Filmografia
- Fanciulle di lusso, regia di Bernard Vorhaus (1953)
- Il mercante di Venezia (Le Marchand de Venise), regia di Pierre Billon (1953)
- Febbre di vivere, regia di Claudio Gora (1953)
- Il maestro di Don Giovanni (Crossed Swords), regia di Milton Krims (1954)
- Rapporto confidenziale (Mr. Arkadin), regia di Orson Welles (1955)
- Il processo (Le procès), regia di Orson Welles (1962) (non accreditata)
- Nella terra di Don Chisciotte (1964) - serie tv
- Don Quijote de Orson Welles (1992)